# يوخن كوالسكي
يوخن كوالسكي (بالألمانية: Jochen Kowalski)‏ (و. 1954  م) هو مغني، ومغني أوبرا من ألمانيا، وألمانيا الشرقية، شارك في الانتخابات الرئاسية الألمانية 1999 ‏.

## التعليم
تعلم في Hochschule für Musik Hanns Eisler Berlin ‏
.

## جوائز
حصل على جوائز منها:

نيشان الاستحقاق لبرلين

## وصلات خارجية
- يوخن كوالسكي على موقع IMDb (الإنجليزية)
- يوخن كوالسكي على موقع مونزينجر (الألمانية)
- يوخن كوالسكي على موقع ميوزك برينز (الإنجليزية)
- يوخن كوالسكي على موقع أول ميوزيك (الإنجليزية)
- يوخن كوالسكي على موقع ديسكوغز (الإنجليزية)
- يوخن كوالسكي على موقع قاعدة بيانات الفيلم (الإنجليزية)

- يوخن كوالسكي في قاعدة بيانات الأفلام على الإنترنت